# Martin Čechman
Martin Čechman (Ostrov, 20 ottobre 1998) è un pistard ceco.

## Palmarès

### Pista
- 2016

Campionati europei, Velocità Junior
Campionati europei, Keirin Junior
Campionati cechi, Velocità Junior
Campionati cechi, Chilometro a cronometro Junior
Campionati cechi, Velocità a squadre Junior (con Josef Junek e Jan Šmída)
Campionati cechi, Keirin Junior
Track Cycling Challenge, Velocità (Grenchen)
- 2017

Campionati cechi, Keirin
Campionati cechi, Velocità
- 2019

Campionati cechi, Velocità a squadre (con Jakub Šťastný e Jirí Janošek)
- 2020

Campionati cechi, Keirin
Campionati cechi, Velocità a squadre (con Matěj Bohuslávek e Jakub Šťastný)
Campionati europei, Velocità Under-23
- 2021

Campionati cechi, Velocità a squadre (con Dominik Topinka e Tomáš Bábek)

## Piazzamenti

### Competizioni mondiali
- Campionati del mondo su pista

Astana 2015 - Velocità a squadre Junior: 4º
Astana 2015 - Keirin Junior: 5º
Astana 2015 - Velocità Junior: 10º
Aigle 2016 - Keirin Junior: 2º
Aigle 2016 - Chilometro a cronometro Junior: 5º
Aigle 2016 - Velocità Junior: 5º
Apeldoorn 2018 - Velocità a squadre: 7º
Apeldoorn 2018 - Velocità: 21º
Berlino 2020 - Velocità: 31º
Roubaix 2021 - Velocità: 22º
Saint-Quentin-en-Yvelines 2022 - Velocità a squadre: 9º
Saint-Quentin-en-Yvelines 2022 - Velocità: 11º

### Competizioni europee
- Campionati europei su pista

Atene 2015 - Velocità a squadre Junior: 6º
Atene 2015 - Velocità Junior: 8º
Montichiari 2016 - Velocità Junior: vincitore
Montichiari 2016 - Keirin Junior: vincitore
Anadia 2017 - Velocità a squadre Under-23: 6º
Anadia 2017 - Velocità Under-23: 7º
Anadia 2017 - Keirin Under-23: 12º
Berlino 2017 - Velocità: 10º
Aigle 2018 - Velocità a squadre Under-23: 4º
Aigle 2018 - Velocità Under-23: 3º
Aigle 2018 - Keirin Under-23: 3º
Glasgow 2018 - Velocità: 17º
Gand 2019 - Velocità a squadre Under-23: 5º
Gand 2019 - Velocità Under-23: 4º
Gand 2019 - Keirin Under-23: 5º
Apeldoorn 2019 - Velocità a squadre: 7º
Apeldoorn 2019 - Velocità: 18º
Fiorenzuola d'Arda 2020 - Velocità a squadre Under-23: 2º
Fiorenzuola d'Arda 2020 - Velocità Under-23: vincitore
Fiorenzuola d'Arda 2020 - Keirin Under-23: 7º
Plovdiv 2020 - Velocità a squadre: 2º
Plovdiv 2020 - Velocità: 6º
Plovdiv 2020 - Keirin: 10º
Grenchen 2021 - Velocità a squadre: 7º
Grenchen 2021 - Velocità: 14º
Grenchen 2021 - Keirin: 10º
Monaco di Baviera 2022 - Velocità a squadre: 6º
Monaco di Baviera 2022 - Velocità: 11º
Grenchen 2023 - Velocità a squadre: 7º
Grenchen 2023 - Velocità: 14º
Grenchen 2023 - Keirin: 5º
- Giochi europei

Minsk 2019 - Velocità a squadre: 4º